# バンダ・アチェ
バンダ・アチェ（アチェ語:Banda Acèh、インドネシア語: Kota Banda Aceh）は、インドネシアのスマトラ島北端に位置するアチェ州の州都であり、同州最大の都市である。

## 概説
人口約22万人。古くはコタラジャ（Kutaraja）と呼ばれた。バンダ・アチェのバンダはペルシャ語のバンダール（Bandar、日本語で港の意）に由来する。
アチェ川河口に発展した港町で、かつては胡椒の積出港として栄え、16世紀以来アチェ王国の王都であった。2004年12月26日に発生したスマトラ島沖地震と大津波によって地形が激変するほどの甚大な被害を受けた。その後、津波被害の記憶を記念館として残す事業を展開、2009年にアチェ津波博物館が開館している。
かつて内紛が起きていたが、津波後の2005年に休戦協定を締結した。

## 自然

### 気候
| バンダ・アチェの気候   | バンダ・アチェの気候 | バンダ・アチェの気候 | バンダ・アチェの気候 | バンダ・アチェの気候 | バンダ・アチェの気候 | バンダ・アチェの気候 | バンダ・アチェの気候 | バンダ・アチェの気候 | バンダ・アチェの気候 | バンダ・アチェの気候 | バンダ・アチェの気候 | バンダ・アチェの気候 | バンダ・アチェの気候 |
| 月                     | 1月                  | 2月                  | 3月                  | 4月                  | 5月                  | 6月                  | 7月                  | 8月                  | 9月                  | 10月                 | 11月                 | 12月                 | 年                   |
| ---------------------- | -------------------- | -------------------- | -------------------- | -------------------- | -------------------- | -------------------- | -------------------- | -------------------- | -------------------- | -------------------- | -------------------- | -------------------- | -------------------- |
| 最高気温記録 °C （°F） | 34.6 (94.3)          | 37.0 (98.6)          | 35.8 (96.4)          | 36.0 (96.8)          | 36.6 (97.9)          | 37.0 (98.6)          | 39.8 (103.6)         | 39.0 (102.2)         | 38.0 (100.4)         | 36.0 (96.8)          | 35.4 (95.7)          | 36.1 (97)            | 39.8 (103.6)         |
| 平均最高気温 °C （°F） | 27.8 (82)            | 28.8 (83.8)          | 31.0 (87.8)          | 32.0 (89.6)          | 30.0 (86)            | 30.3 (86.5)          | 30.1 (86.2)          | 30.9 (87.6)          | 30.1 (86.2)          | 30.5 (86.9)          | 28.9 (84)            | 27.9 (82.2)          | 29.86 (85.73)        |
| 日平均気温 °C （°F）   | 25.9 (78.6)          | 26.5 (79.7)          | 27.3 (81.1)          | 28.3 (82.9)          | 27.6 (81.7)          | 27.9 (82.2)          | 27.5 (81.5)          | 28.2 (82.8)          | 27.4 (81.3)          | 28.0 (82.4)          | 26.8 (80.2)          | 26.2 (79.2)          | 27.3 (81.13)         |
| 平均最低気温 °C （°F） | 24.1 (75.4)          | 24.2 (75.6)          | 23.7 (74.7)          | 24.6 (76.3)          | 25.2 (77.4)          | 25.6 (78.1)          | 24.9 (76.8)          | 25.6 (78.1)          | 24.7 (76.5)          | 25.5 (77.9)          | 24.7 (76.5)          | 24.5 (76.1)          | 24.78 (76.62)        |
| 最低気温記録 °C （°F） | 18.0 (64.4)          | 15.0 (59)            | 15.6 (60.1)          | 15.5 (59.9)          | 13.0 (55.4)          | 8.0 (46.4)           | 16.5 (61.7)          | 11.6 (52.9)          | 17.8 (64)            | 14.0 (57.2)          | 11.4 (52.5)          | 15.6 (60.1)          | 8.0 (46.4)           |
| 雨量 mm （inch）       | 155 (6.1)            | 103 (4.06)           | 109 (4.29)           | 121 (4.76)           | 152 (5.98)           | 90 (3.54)            | 97 (3.82)            | 107 (4.21)           | 161 (6.34)           | 194 (7.64)           | 209 (8.23)           | 236 (9.29)           | 1,734 (68.26)        |
| 出典：                 |                      |                      |                      |                      |                      |                      |                      |                      |                      |                      |                      |                      |                      |

## 宗教警察とシャリア
インドネシアで最も敬虔なイスラム教徒が居住する地域であり、宗教警察が存在し、イスラム教に反する行為に対しシャリア（イスラム法）に則り、逮捕する権限を持っている。2018年1月9日には、パンク・ロックの愛好者31人が宗教警察に拘束され、罰として丸刈りにされている。 

## 姉妹都市
- サナア(イエメン首都)
- サマルカンド(ウズベキスタン・サマルカンド州)
- アペルドールン(オランダ・ヘルダーラント州)